# کیهانی
کیهانی از نام‌های خانوادگی ایرانی است. در زیر افرادی با این نام خانوادگی فهرست شده‌اند:
- حسین کیهانی دونده تیم ملی دو و میدانی جمهوری اسلامی ایران
- ابراهیم کیهانی هنرپیشه و سینماگر ایرانی
- نوشیروان کیهانی‌زاده روزنامه‌نگار و مورخ ایرانی مقیم آمریکا